# Elitserien i handboll för damer 1991/1992
Elitserien i handboll för damer 1991/1992 vanns av Skånela IF, som efter slutspel även blev svenska mästare.

## Sluttabell
1. Skånela IF
2. Irsta HF
3. IK Sävehof
4. Spårvägen HF
5. Sävsjö HK
6. Stockholmspolisens IF
7. Tyresö HF
8. Skara HF
9. Skuru IK
10. RP IF

## Skytteligan
1. Daiva Zinkevičienė, IK Sävehof - 32 matcher, 219 mål[1]
2. Anette Matthijs, Tyresö HF - 216 mål
3. Eva Olsson, Irsta HF - 197 mål
4. Natalia Vdovina, Sävsjö HK - 196 mål [2]